# Tribonianus
Flavius Tribonianus (* in Pamphylien; † 542) war ein oströmischer Staatsbeamter und Jurist. Sein Geburtsdatum ist unbekannt. Er stammte aus Pamphylien in Kleinasien und war vielleicht pagan gesinnt.
Tribonian war der bedeutendste Jurist des oströmischen Kaisers Justinian und überhaupt der letzte große Rechtsgelehrte der Antike. Er galt als hochgebildet, beherrschte fließend Latein und Griechisch und war von 529 bis 532 und von 535 bis 542 als kaiserlicher quaestor für das Justizwesen des Reiches zuständig. Es ist maßgeblich seinen Fähigkeiten zu verdanken, dass das Monumentalwerk des später so genannten Corpus iuris civilis (Zusammenfassung des römischen Rechts) in kürzester Zeit fertiggestellt werden konnte. Damit ist es wesentlich das Verdienst Tribonians, dass das römische Recht noch bis weit in die Neuzeit hinein eine solch prägnante Rolle spielen konnte.
Tribonian bekleidete das hohe Amt des quaestor sacri palatii. Infolge des Nika-Aufstands musste er, der offenbar zahlreiche Feinde hatte, im Januar 532 vorübergehend abberufen werden; er trat jedoch wenig später seinen Posten wieder an und war federführend bei der Abfassung der Digesten und Institutionen, und der zeitgenössischen Novellen tätig. Zwischenzeitlich hatte Tribonian auch das wichtige Amt des magister officiorum inne. Prokop beschrieb ihn als geldgierig, was durchaus der Wahrheit entsprechen kann, ohne dabei jedoch seine fachliche Qualifikation und Bildung in Frage zu stellen. Überdies stand Tribonian laut Prokop im Verdacht, heimlich dem Heidentum anzuhängen. Ob dies eine Unterstellung war, die Neider in Umlauf brachten, ist kaum zu entscheiden. 
Tribonian starb 542, wohl an den Folgen der damaligen Pestepidemie. Sein Nachfolger als quaestor sacri palatii wurde Junillus Africanus.